# Brookland (Arkansas)
Brookland es una pueblo ubicada en el condado de Craighead en el estado estadounidense de Arkansas. En el Censo de 2010 tenía una población de 1332 habitantes y una densidad poblacional de 250,63 personas por km².

## Geografía
Brookland se encuentra ubicada en las coordenadas 35°54′18″N 90°34′46″O / 35.90500, -90.57944. Según la Oficina del Censo de los Estados Unidos, Brookland tiene una superficie total de 5.31 km², de la cual 5.3 km² corresponden a tierra firme y (0.34%) 0.02 km² es agua.

## Demografía
Según el censo de 2010, había 1332 personas residiendo en Brookland. La densidad de población era de 250,63 hab./km². De los 1332 habitantes, Brookland estaba compuesto por el 97.52% blancos, el 0.68% eran afroamericanos, el 0.38% eran amerindios, el 0.68% eran de otras razas y el 0.75% pertenecían a dos o más razas. Del total de la población el 1.05% eran hispanos o latinos de cualquier raza.